# Putous
Putous är ett underhållningsprogram som sänts på finländska MTV3 sedan 2010. Programmet har belönats med Gyllene Venla-priset för bästa komedi- och sketchprogram åren 2011 och 2012. År 2013 var det Finlands mest tittade underhållningsprogram med 1,5 miljoner tittare per avsnitt.
I programmet framför skådespelare inövade sketcher i direktsändning, ibland är sketcherna inspelade på förhand eller framförs som improvisation. En väsentlig del av programmet är en karaktärstävling där alla säsongens medverkande skådespelare har en komisk figur som de spelar, en efter en faller skådespelarna ut och i säsongsfinalen koras en vinnare.